# Carlos Bernard

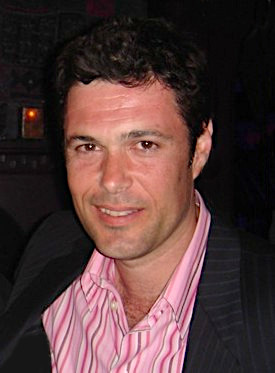
Carlos Bernard

Carlos Bernard Papierski (* 12. Oktober 1962 in Evanston, Illinois) ist ein US-amerikanischer Schauspieler und Regisseur.

## Laufbahn
Carlos Bernard wurde in Evanston, Illinois als jüngster von drei Brüdern geboren. Seine Mutter ist eine gebürtige Spanierin aus Madrid und sein Vater ist polnischer Herkunft. Er wuchs in Chicago auf und zeigte bereits während seiner Highschool-Zeit Interesse an der Schauspielerei. Nach einem Studium an der Illinois State University, besuchte er das American Conservatory Theater in San Francisco und absolvierte dort eine Ausbildung zum Schauspieler.
Bevor er mit der Serie 24 in der Rolle des Tony Almeida seinen Durchbruch hatte, spielte er vor allem am Theater in Chicago, unter anderem in Hamlet. Daneben hatte er Nebenrollen in Film und Fernsehen, darunter The Killing Jar (1996), Sunset Beach (1997), Men In White (1998), Babylon 5: Waffenbrüder (1999), Mars and Beyond (2000), The Colonel's Last Flight (2000), Vegas, City of Dreams (2001) und Alien Raiders (2008). Seit 2015 ist er auch als Regisseur für Fernsehserien aktiv.
Bernard heiratete 1999 seine Schauspielkollegin Sharisse Baker. 2003 bekam das Paar eine gemeinsame Tochter.

## Filmografie (Auswahl)

### Als Schauspieler
Filme
- 1998: Men in White (Fernsehfilm)
- 1999: Babylon 5: Waffenbrüder (Babylon 5: A Call to Arms, Fernsehfilm)
- 2006: 10.5 – Apokalypse (Fernsehfilm)
- 2008: Alien Raiders
- 2015: Lavalantula – Angriff der Feuerspinnen (Lavalantula)

Fernsehserien
- 1997: Palm Beach-Duo (Silk Stalkings, Folge 6x18)
- 1999: Schatten der Leidenschaft (The Young and the Restless, 11 Folgen)
- 2001–2009: 24 (115 Folgen)
- 2001: Walker, Texas Ranger (Folge 9x20)
- 2010: Burn Notice (Folge 3x15)
- 2011: Charlie’s Angels (Folge 1x01)
- 2011–2012: CSI Miami (3 Folgen)
- 2012: Hawaii Five-0 (2 Folgen)
- 2012–2013: Dallas (7 Folgen)
- 2013: Castle (Folge 5x23)
- 2014: Motive (Folge 2x03)
- 2014: Major Crimes (Folge 3x13)
- 2015–2017: The Inspectors (24 Folgen)
- 2015: Madam Secretary (Folge 2x07)
- 2017: 24: Legacy (6 Folgen)
- 2017: Supergirl (Folge 3x03)
- 2019: The Orville (Folge 2x09)
- 2022: The Lincoln Lawyer (Folgen 1x06, 1x10)

### Als Regisseur (Auswahl)
Fernsehserien
- 2015–2017: The Inspectors (5 Folgen)
- 2016–2019: Hawaii Five-0 (4 Folgen)
- 2017: Criminal Minds (Folge 12x20)
- 2017–2020: MacGyver (3 Folgen)
- 2019: Magnum P.I. (Folge 2x02)
- 2020, 2022: Bull (Folgen 4x19, 6x10)
- 2020–2024: FBI (6 Folgen)
- 2021–2024: FBI: Most Wanted (4 Folgen)
- 2022: Chicago Fire (Folge 10x19)
- 2024: Law & Order: Organized Crime (Folge 4x09)